# Fred Norman (Musiker)
Fred Norman (* 5. Oktober 1910 in Leesburg (Florida); † 19. Februar 1993 in New York City) war ein US-amerikanischer Jazzmusiker (Posaune, Arrangement, Komposition).

## Leben und Wirken
Norman arbeitete ab 1932 als Posaunist und Arrangeur bei Claude Hopkins, in dessen Orchester er Henry Wells ersetzte. Ab 1938 war er als Arrangeur für Gene Krupa and His Orchestra tätig, in den folgenden Jahren auch für Lionel Hampton, Teddy Powell, Jack Teagarden, Glenn Miller („Boulder Buff“), Artie Shaw, Chico Marx Orchestra, Cozy Cole, Tommy Dorsey und Charlie Spivak. Das Benny Goodman Orchestra spielte seine Komposition „Smoke House Rhythm“ 1938 ein. Nach dem Ende der Swingära leitete er das Jump Town Orchestra (Big Band Jazz, 1950, u. a. mit Taft Jordan, Dick Vance, Benny Morton, Hymie Schertzer, Buddy Tate, Cedric Wallace) und war als musikalischer Leiter für verschiedene Plattenlabels tätig. Außerdem arrangierte er erneut für Gene Krupa (Drummer Man, 1955) sowie für Millie Bosman, Sil Austin, Eddie Heywood sowie mit Sarah Vaughan und Dinah Washington, die er 1959/60 für Mercury Records mit einem Studioorchester unter seiner Leitung begleitete.  Unter eigenem Namen nahm er in dieser Zeit mehrere Singles auf, wie „Feeling Sentimental/Jump Town“ (1953). Ab 1964 arrangierte er für Jimmy McGriff und Johnny Hartman. Im Bereich des Jazz war er zwischen 1933 und 1990 an 154 Aufnahmesessions beteiligt.